# レックス・ミッチェル
レックス・ミッチェル（Rex Mitchell, 1929年9月28日-2011年3月5日）は、アメリカ合衆国の作曲者、指揮者である。
主に吹奏楽曲を作曲しており、『海の歌』や『大草原の歌』等が有名。高校時代は、オーボエソリストとしても活動していた。クラリオン大学の音楽教育名誉教授でもあった。

## 略歴
1929年9月28日、アメリカ合衆国ペンシルベニア州ピッツバーグに生まれた。バトラーの公立高校に入学し、1947年に卒業。高校時代は、学校のバンドとオーケストラでオーボエ奏者として活動していた。
マスキンガム大学で学士号、ケント州立大学で修士号、ペンシルベニア州立大学で博士号を取得。ペンシルベニア州立クラリオン大学音楽学部で1966年から1989年まで教鞭をとり、1981年から1983年まで学部長を務めた。
サクソフォーン奏者、クラリネット奏者、キーボード奏者でもあった。また、音楽教育全般に携わっており、吹奏楽だけでなくジャズバンドや合唱の指導も行っていた。
クラリオン大学の音楽教育名誉教授であり、5人の子供と9人の孫に恵まれて、ペンシルベニア州オイルシティで晩年を過ごし、2011年3月5日に81歳で亡くなった。

## 主要作品
- 海の歌
- 大草原の歌
- 序奏とファンタジア
- スターフライト序曲
- コンサート・ミニチュア
- 祝典賛歌
- 管楽器と打楽器のためのラプソディ